# Historiografia marxista
La historiografia marxista o historiografia del materialisme històric és una escola d'historiografia influenciada pel Marxisme. Els principis fonamentrals de la historiografia marxista són la centralitat de la classe social i les limitacions econòmiques en la determinació dels resultats històrics.
El principal aspecte problemàtic de la historiografia marxista ha estat una discussió sobre la naturalesa de la història com determinada  o  dialèctica ; factors que se sustenten en la importància relativa dels factors subjectius i objectius en la consecució de resultats.
La història marxista generalment és determinística.
Els historiadors que utilitzen una metodologia marxista, però no estan d'acord amb el corrent principal del marxisme, sovint es descriuen a ells mateixos com historiadors marxistes (amb  M  en minúscula). Els mètodes de la historiografia marxista, com l'anàlisi de classe, poden estar divorciats de la intenció alliberadora de la historiografia marxista; aquests professionals sovint es refereixen a la seva feina com  marxians  o Marxià (en anglès: marxians o Marxian)

## Marx i Engels
La contribució més important en història de Friedrich Engels va ser la seva obra titulada: Der deutsche Bauernkrieg (La Guerra dels camperols alemanys), en la qual analitzava les revoltes socials en l'Alemanya protestant antiga en termes de classes capitalistes emergents.
Les obres més importants de Marx història política i social inclouen El 18 de Brumari de Louis Napoleon, Manifest Comunista, La ideologia alemanya, i aquells capítols del Das Kapital que tracten de l'emergència històrica de capitalistes i proletaris en la societat preindustrial d'Anglaterra.

## A la Unió Soviètica
Els corrents d'historiografia marxista van patir a la Unió Soviètica per pressions del govern soviètic amb relació a enfocaments historiogràfics. Els historiadors soviètics tendien a evitar la història contemporània (la història després de 1905), de manera que els seus esforços es van dirigir principalment a la història premoderna. Com que la història va ser considerada com una disciplina acadèmica polititzada, els historiadors van limitar la seva producció creativa per evitar la persecució.
Relats històrics notables com Breu Curs d'Història del Partit Comunista de la Unió Soviètica (Bolxevic), publicat en la dècada de 1930, el qual va ser escrit per tal de justificar la naturalesa del partit Bolxevic sota Stalin.

## El grup d'historiadors del Partit Comunista de la Gran Bretanya
Un cercle d'historiadors dins el Communist Party of Great Britain (CPGB) es va formar l'any 1946. Eren partidaris de l'enfocament de la història des de baix. Alguns membres d'aquest grup abandonaren aquest partit comunista arran de la Revolució d'Hongria de 1956 (els més notables van ser Christopher Hill i E. P. Thompson), però els punts de vista més comuns de la historiografia marxista britànica continuaren en la seva obra. E. P. Thompson va comprometre Althusser en The Poverty of Theory, argumentant que la teoria d'Althusser sobredeterminava la història, i no deixava espai per la revolta històrica dels oprimits.
C.L.R. James va escriure The Black Jacobins (1938), era un marxista antiestalinista d'esquerres i estava fora del partit (CPGB).